# 圣阿森西奥
圣阿森西奥，是西班牙拉里奥哈自治区的一个市镇。总面积32平方公里，总人口1265人（2001年），人口密度40人/平方公里。

## 友好城市
- 法國 瓦莱特